# Георг фон Кюхлер
Георг Карл Фридрих Вилхелм фон Кюхлер (на немски: Georg Karl Friedrich Wilhelm von Küchler) (30 май 1881 – 25 май 1968) е немски фелдмаршал по време на Втората световна война.

## Военна кариера
Роден е в замъка Филипсруе близо до Ханау, Германска империя. През 1940 г. командва 18-а армия по време на нападението на Холандия. След германската победа настъплението продължава към Белгия, където е превзет град Антверпен, последван от нападението над Франция. 18-а армия приключва тази фаза на войната в Па дьо Кале, част от обкръжението на Дюнкерк. За представянето си в кампанията, Кюхлер е повишен до ранг генерал-полковник.
След като фелдмаршал Вилхелм Ритер фон Лееб е освободен от командването на група армии „Север“, Кюхлер заема неговото място. За разлика от предшественикът си, той е политически удобен и харесван от Адолф Хитлер, който вярва, че Кюхлер ще успее там, където Лееб се проваля.
Кюхлер командва група армии „Север“ в периода декември 1941 г. – януари 1944 г., но не успява да постигне победа при Ленинград. Той поддържа блокадата на Ленинград и нарежда масирани бомбардировки, в опит да принуди съветската Червена армия да се предаде. На 30 юни 1942 г. Хитлер повишава Кюхлер до ранг фелдмаршал. През януари 1944 г., съветските войски успяват да вдигнат обсадата над града в Ленинградско-Новгородската операция, а Кюхлер губи командването след като настоява, че отстъплението е необходимо за спасение на група армии „Север“.
В края на Втората световна война Кюхлер е арестуван от американците и е изправен пред военен съд в процеса срещу висши германски командири. Осъден е на двадесет години затвор за престъпления срещу човечеството, но излежава само осем от тях. Освободен е през 1953 г. по болест и поради напреднала възраст. Умира в Гармиш-Партенкирхен през 1968 г.